# 강석봉
강석봉(姜錫奉, 1890년 9월 23일 ~ 1956년 10월 14일)은 한국의 독립운동가로서, 항일무장기독교 비밀단체인 조선국민회 결성을 주도하였고, 1919년 4월 8일 목포만세운동을 주동하였다.

## 생애
1890년 09월 23일 부산시 영주동에서 아버지 강영숙(姜永淑,? ~ 1936)과 어머니 경주 이씨 이문순(李文順) 사이에서 장남으로 태어났다. 목포개항기인 1897년 경 가족이 전남 목포로 이사하였다. 1900년 11세에 부친을 따라 미국 하와이 카우아이(Kauai) 섬 할리하카(Halihaka)로 이주하였다. 이주 전 목포 영흥서당(영흥학교 전신)에서 한학을 익혔으며 하와이 이주부터는 신학문을 배웠다고 하나 그 구체적인 내용은 자료가 없다. 박용만(朴容萬), 이승만(李承晩) 등이 하와이로 오기 전에 하와이 협성협회(1907.9)등에서 활약하다가 1909년 2월 1일 박용만, 이승만이 주도한 하와이국민회 즉 대한인국민회 하와이지방총회가 설립되자 산하 할리하카지방회에 가입하였고, 같은 달 12일 할리하카지방회 사찰로 선임되어 회장 박수선, 부회장 최정섭 등 간부진을 보좌하였다. 1909년 6월 12일 서기로 선출되어 회장 김요한, 부회장 정운경, 총무 김백수(金白洙) 등과 함께 활동하였으며, 이 즈음에 호놀룰루 공동회(共同會)의 국권침탈 반대 운동에 공감하여 공동회에 50전을 기부하였다. 1909년 7월에는 카우아이섬 마카웰리(Makaweli) 소재 융희학교(隆熙學校)에 50전도 기부하였다.
1909년 말에 귀국한 뒤 전라남도 무안부 일로면 쌍교동(현 목포시 죽동)에 본적을 두고 터를 잡아 물산 중개업에 종사하며 객주 노릇을 하였다. 1911년 비밀결사 신민회에 가입하였다가 윤치호·양기탁 등과 함께 105인 사건에 연루되기도 하였다
1914년 하와이에서 박용만의 무장독립운동단체의 결성 지시를 받고 귀국한 장일환(張日煥)과 1915년 3월 장일환(張日煥),배민수(裵敏洙)·김형직(金亨稷)·백세빈(白世彬)·이보식(李輔植)·서광조(徐光朝) 숭실대학 학생 등과 조선국민회(회장 장일환)를 비밀리에 조직하고 전라도구역장의 임무를 맡아 활약하였으며, 대한인국민회(大韓人國民會)에서 발행하는 <신한국보(新韓國報)>를 국내로 들여와 민족의식을 고취하고, 간도에 독립운동 기지를 건설할 계획 등을 추진하였다. 조선국민회에는 하와이 귀국 인사와 평양숭실학교 출신 인사, 그리고 만주독립운동 인사들이 참여하였다. 
1917년 평양에서 간도(間島)에 독립운동 기지 건설을 추진하던 중 이듬해 2월 배신자로 인해 일본 경찰에 체포되어 8월의 징역형을 선고받고 배민수, 김형직등과 평양감옥에서 옥고를 치렀다. 조선국민회는 무장 비밀결사조직으로서 권총을 '돼지다리'라고 하는 등 암호를 사용하기도 하였다. 1918년 출옥 후 그는 기독교의 기반이 닦여진 목포로 귀향하여 목포양동교회와 정명여학교 등을 중심으로 동지 서상봉(徐相鳳)·배치문(裵致文)·곽우영(郭宇英)·서화일(徐化一)·박여성(朴汝成)·박복영(朴福永)·양병진(楊炳震) 등 기독교계를 중심으로 교류하다가, 1919년 3.1만세운동을 계기로 목포에서의 만세운동을 모의하고 1919년 4월 8일 독립만세운동을 주동하였다. 귀향 후 그는 목포의 기독교계 정명여학교에서 강호연이라는 이름의 한문교사로 활동하며 독립의지를 학생들에게 전파하다가, 1919년 4월 8일의 독립만세운동을 위해서 양동교회 집사이던 서기건 등과 정명여학교가 참여하는 만세시위운동을 계획하고 실행하였다. 정명여학교 학생들은 새벽부터 태극기와 선언서를 투입하고 “대한독립만세”라고 쓴 커다란 플래카드를 들고 “대한독립만세”를 외치며 시위하였다. 4월 8일 독립만세운동을 위해서 남궁혁과 박상렬 형제 등도 적극 준비하고 있었는데 박상렬은 상업학교 학생들의 시위를 주도하기로 하였다. 참여한 학교는 정명여학교 외에도 영흥학교, 목포공립보통학교, 목포상업학교 등이었다. 이 시위로 서기건, 박상렬등 80여 명이 체포되어 약 40명이 보안법과 출판법 위반으로 재판에 회부되어 옥고치루었는데, 강석봉은 피신하여 궐석재판에서 2년형을 선고받았는데 당시 4.8독립만세 운동 주모자 중 가장 무거운 형량이었다. 4년간 피신하던 그는 1923년 1월 대구(大邱)에서 일경에게 체포되어 목포로 압송되어 1923년 2월 12일 소위보안법·출판법위반 등으로 징역 1년형을 선고받고 다시 옥고를 치렀다.
1924년 2월 3일 출옥한 뒤 독립운동에도 적극적이었던 공산주의에 감화되어 목포무산청년회에 가입했다. 1924년 9월 22일 오후 8시 목포부 사립 희성(希聖)유치원에서 열린 임시총회에서 임시의장으로 선출되었으며, 배치문 등 7명과 함께 보천교 성토에 관한 안을 제출하여 본 안건이 가결되도록 관철하였다. 같은 해 9월 30일 오후 8시 목포부 사립 희성유치원에서 목포무산청년회가 개최한 보천교 성토 연설회의 연사로 참여하여 300여 명의 방청객들 앞에서 '보천교와 민중의 해독[普天敎와 民衆의 害毒]'이라는 제목의 연설을 하였다.
이후 목포부에서 곡물 중개, 여객선 운항, 해산물 수출 등에 종사하며 상인 단체 간부로 활동하였다. 1931년 11월 5일 목포물산수탁조합 평의원으로 선출되었고, 1935년 7월에는 목포문옥(問屋)[18]조합 간부로서 매매 감시위원으로 활동하면서 부두에서 곡물을 거래할 때 두량(斗量) 사용을 권장하고 악덕 장사치들을 단속하는 활동을 전개하였다.
귀향 후 그는 목포의 기독교계 정명여학교에서 강호연이라는 이름의 한문교사로 활동하며 독립의지를 학생들에게 전파하다가, 1919년 4월 8일의 독립만세운동을 위해서 양동교회 집사이던 서기건 등과 정명여학교가 참여하는 만세시위운동을 계획하고 실행하였다. 정명여학교 학생들은 새벽부터 태극기와 선언서를 투입하고 “대한독립만세”라고 쓴 커다란 플래카드를 들고 “대한독립만세”를 외치며 시위하였다. 4월 8일 독립만세운동을 위해서 남궁혁과 박상렬 형제 등도 적극 준비하고 있었는데 박상렬은 상업학교 학생들의 시위를 주도하기로 하였다. 참여한 학교는 정명여학교 외에도 영흥학교, 목포공립보통학교, 목포상업학교 등이었다. 이 시위로 서기건, 박상렬 등 80여 명이 체포되어 약 40명이 보안법과 출판법 위반으로 재판에 회부되어 옥고치루었는데, 강석봉은 피신하여 궐석재판에서 2년형을 선고받았는데 당시 4.8독립만세 운동 주모자 중 가장 무거운 형량이었다.
4년간 피신하던 그는 1923년 1월 대구(大邱)에서 일경에게 체포되어 목포로 압송되어 1923년 2월 12일 소위 보안법·출판법 위반 등으로 징역 1년형을 선고받고 다시 옥고를 치렀다.
독립운동기(일제) 말기에는 현 신안군인 지도면 선도리에 연금되어 있었다. 후손은 독립운동 과정에서 만난 기옥림(무안 망운면 출신)과의 사이에서 3남 5녀를 낳았고, 큰 아들 종천은 특수임무자로 밝혀져 대전국립현충원에 안장되어 있다. 8.15 광복 후에는 전라남도 무안군 일로면 청호리에 거주했고, 1956년 10월 14일에 사망했다. 묘지는 청호리에 있다가, 1995년 국립대전현충원 애국지사묘역으로 옮겼다. 
대한민국 정부로부터 1986년에는 대통령 표창, 1991년에는 건국훈장 애국장으로 높여 추서받았다.

## 참고자료
- 동아일보, 1923년 1월 29일 3면, 목포만세수모자(木浦萬歲首謀者),
- 동아일보, 1927년 8월 14일 2면, 조선청총개혁 위원전부신임(朝鮮靑總改革 委員全部新任)
- 동아일보사, 『3·1운동 50주년 기념논문집』, 1969
- 姜德相 編, 『現代史資料』25卷, 東京: みすず書房, 1967, 35~37쪽.
- 국사편찬위원회 편, 『일제침략하한국36년사』8권, 1966, 518쪽
- 국사편찬위원회 편, 『한민족독립운동사』3권, 1988, 556·610쪽
- 국사편찬위원회 편, 『한민족독립운동사』9권, 1991, 287쪽
- 일본외무성기록, 秘密結社發見處分ノ件, 不逞團關係雜件 朝鮮人ノ部 在內地 二, 1918.2.21. 국사편찬위원회 한국사데이타베이스.
- 강영심, 「조선국민회연구」『한국독립운동사연구』3, 1989
- 연세대출판부 편, 『배민수자서전』, 1999
- 방기중, 『배민수의 농촌운동과 기독교 사상』, 연세대출판부, 1999.
- 정명여자중·고등학교 100년사 편찬위원회 편, 『貞明 100年史 : 1903-2003』, 2003
- “대한민국 국가보훈처 독립유공자 공훈록“ 보관됨 2018-03-01 - 웨이백 머신
- "독립운동인명사전 - 한국독립운동정보시스템"